# روني روبنسون
روني روبنسون (بالإنجليزية: Ronnie Robinson)‏ (22 أكتوبر 1966 بسندرلاند في المملكة المتحدة - ) هو لاعب كرة قدم بريطاني في مركز الدفاع. لعب مع إيبسويتش تاون وليدز يونايتد ونادي إكزتر سيتي ونادي بيتربورو يونايتد ونادي دونكاستر روفرز ونادي روذرهام يونايتد وهدرسفيلد تاون ووست بروميتش ألبيون ونادي سكاربورو وسبنيمور يونايتد ‏.

## وصلات خارجية
- روني روبنسون على موقع Soccerbase.com (لاعب) (الإنجليزية)